# خوسه آنتونیو گونزالس
خوسه آنتونیو گونزالس (اسپانیایی: José Antonio González‎؛ زادهٔ ۲۵ فوریهٔ ۱۹۴۶) دوچرخه‌سوار اهل اسپانیا است. وی در بازی‌های المپیک تابستانی ۱۹۶۸ شرکت کرده است.